# UFC 253
O UFC 253 foi um evento de artes marciais mistas produzido pelo Ultimate Fighting Championship, ocorrido em 26 de setembro de 2020 na Yas Island, em Abu Dhabi.

## Background
Em julho, foi anunciado que Israel Adesanya defenderá o Cinturão Peso-Médio do UFC contra Paulo Costa. Eles estavam programados para lutar pelo título no UFC 248, mas Costa teve que desistir devido a lesão e Yoel Romero foi chamado para substituí-lo.
Espera-se uma luta de pesos pesados entre Ciryl Gane e Shamil Abdurakhimov neste evento. O emparelhamento foi originalmente agendado para o UFC 249. No entanto, Gane foi forçado a desistir do evento depois de ser atingido por um pneumotórax em treinamento. Posteriormente, o par foi remarcado para o UFC 251 e cancelado uma segunda vez, quando Abdurakhimov foi retirado da luta por razões não reveladas.
Originalmente uma luta pelo Cinturão Peso Leve do UFC entre Khabib Nurmagomedov e o campeão interino Justin Gaethje ocorra no evento. Entretanto, após a morte de seu pai, Khabib Nurmagomedov teve que se retirar do evento e a luta foi adiada para o UFC 254.

## Resultados
Nota 1 Pelo Cinturão Peso Médio do UFC. 

Nota 2 Pelo Cinturão Meio-Pesado Vago do UFC.

## Bônus da Noite
Os lutadores receberam US$50.000 de bônus:
- Luta da Noite:  Brandon Royval vs.  Kai Kara-France
- Performance da Noite:  Israel Adesanya e  Jan Blachowicz